# Horezu
Horezu es una ciudad con estatus de oraș de Rumania en el distrito de Vâlcea.
En el año 2008 la depresión de Horezu —la ciudad de Horezu y las localidades próximas de Costesti, Maldaresti, Vaideeni y Slatioara— obtuvo la distinción EDEN, que otorga la Comisión Europea, a uno de los veinte «Mejores destinos de turismo y el patrimonio intangible local».

## Geografía
Se encuentra a una altitud de 458 m s. n. m. a 218 km de la capital, Bucarest.

## Demografía
Según estimación 2012 contaba con una población de 7 102 habitantes.
| 1948 | 1956 | 1966 | 1977  | 1992  | 2002             | 2012  |
| s/d  | s/d  | s/d  | 5 536 | 7 282 | {{{población2}}} | 7 102 |